# Atchison County (Missouri)
Das Atchison County ist ein County im US-amerikanischen Bundesstaat Missouri. Im Jahr 2020 hatte das County 5305 Einwohner und eine Bevölkerungsdichte von 4 Einwohnern pro Quadratkilometer. Der Verwaltungssitz (County Seat) ist Rock Port.

## Geografie
Das County liegt im äußersten Nordwesten von Missouri und grenzt im Norden an Iowa. Im Westen bildet der Missouri die Grenze zu Nebraska. Das Atchison County hat eine Fläche von 1415 Quadratkilometern, wovon sieben Quadratkilometer Wasserfläche sind. Es grenzt an folgende Nachbarcountys:
| Otoe County (Nebraska)       | Fremont County (Iowa) | Page County (Iowa) |
| Nemaha County (Nebraska)     |                       | Nodaway County     |
| Richardson County (Nebraska) | Holt County           |                    |

## Geschichte

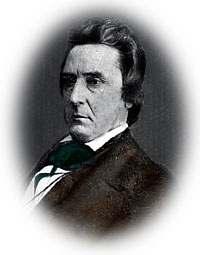
D. R. Atchison

Das Gebiet des heutigen Atchison County wurde 1836 im Zuge des Platte Purchase von den zuvor dort siedelnden Indianern an die Vereinigten Staaten abgetreten und 1837 dem Staat Missouri zugeschlagen.

Das Atchison County wurde am 23. Februar 1843 aus ehemaligen Teilen des damals größeren Holt County gebildet. Benannt wurde das neu entstandene County nach David Rice Atchison (1807–1886), einem US-Senator von Missouri.

## Demografische Daten
Nach der Volkszählung im Jahr 2010 lebten im Atchison County 5.685 Menschen in 2.474 Haushalten. Die Bevölkerungsdichte betrug 4 Einwohner pro Quadratkilometer.
Ethnisch betrachtet setzte sich die Bevölkerung zusammen aus 98,5 Prozent Weißen, 0,3 Prozent Afroamerikanern, 0,2 Prozent amerikanischen Ureinwohnern, 0,2 Prozent Asiaten sowie aus anderen ethnischen Gruppen; 0,7 Prozent stammten von zwei oder mehr Ethnien ab. Unabhängig von der ethnischen Zugehörigkeit waren 1,0 Prozent der Bevölkerung spanischer oder lateinamerikanischer Abstammung.
In den 2.474 Haushalten lebten statistisch je 2,27 Personen.
20,8 Prozent der Bevölkerung waren unter 18 Jahre alt, 57,6 Prozent waren zwischen 18 und 64 und 21,6 Prozent waren 65 Jahre oder älter. 50,4 Prozent der Bevölkerung war weiblich.

Das jährliche Durchschnittseinkommen eines Haushalts lag bei 42.375 USD. Das Prokopfeinkommen betrug 23.659 USD. 13,1 Prozent der Einwohner lebten unterhalb der Armutsgrenze.

## Ortschaften im Atchison County
Citys
- Fairfax
- Rock Port
- Tarkio
- Westboro

Village
- Watson

Unincorporated Communities
- Langdon
- Phelps City

## Gliederung
Das Atchison County ist in 11 Townships eingeteilt:
| Township          | Einwohner (2010) | FIPS     |
| ----------------- | ---------------- | -------- |
| Benton Township   | 23               | 29-04582 |
| Buchanan Township | 83               | 29-09244 |
| Clark Township    | 895              | 29-13996 |
| Clay Township     | 1798             | 29-14284 |
| Colfax Township   | 65               | 29-15454 |
| Dale Township     | 231              | 29-18028 |

| Township             | Einwohner (2010) | FIPS     |
| -------------------- | ---------------- | -------- |
| Lincoln Township     | 378              | 29-42590 |
| Nishnabotna Township | 155              | 29-52598 |
| Polk Township        | 226              | 29-58700 |
| Tarkio Township      | 1752             | 29-72358 |
| Templeton Township   | 79               | 29-72646 |
|                      |                  |          |